# Les Eyzies
Les Eyzies ist eine französische Gemeinde mit 1.133 Einwohnern (Stand: 1. Januar 2022) im Département Dordogne in der Region Nouvelle-Aquitaine. Die Gemeinde gehört zum Arrondissement Sarlat-la-Canéda und zum Kanton Vallée de l’Homme.
Sie entstand mit Wirkung vom 1. Januar 2019 als Commune nouvelle durch Zusammenlegung der bis dahin selbstständigen Gemeinden Les Eyzies-de-Tayac-Sireuil, Manaurie und Saint-Cirq, die fortan den Status von Communes déléguées besitzen. Der Verwaltungssitz befindet sich in Les Eyzies-de-Tayac-Sireuil.

## Gemeindegliederung
| Commune déléguée                              | ehemaliger INSEE-Code | PLZ   | Fläche (km²) | Einwohnerzahl (2022) |
| --------------------------------------------- | --------------------- | ----- | ------------ | -------------------- |
| Les Eyzies-de-Tayac-Sireuil (Verwaltungssitz) | 24172                 | 24620 | 37,44        | 852                  |
| Manaurie                                      | 24249                 | 24620 | 09,97        | 146                  |
| Saint-Cirq                                    | 24389                 | 24260 | 05,96        | 135                  |

## Geographie
Les Eyzies liegt ca. 36 km südöstlich von Périgueux und ca. 17 km nordwestlich von Sarlat-la-Canéda im Gebiet Périgord Noir der historischen Provinz Périgord.
Umgeben wird Les Eyzies von den zehn Nachbargemeinden:
| Savignac-de-Miremont | Fleurac Tursac                              | Peyzac-le-Moustier  |
| Le Bugue             | Kompassrose, die auf Nachbargemeinden zeigt | Marquay             |
| Campagne             | Saint-Cyprien Meyrals                       | Saint-André-d’Allas |

Les Eyzies liegt im Einzugsgebiet des Flusses Dordogne.
Die Vézère, einer seiner Nebenflüsse, durchquert das Gebiet der Gemeinde zusammen mit ihren Nebenflüssen,
- dem Manaurie,
- der Grande Beune und ihren Nebenflüssen,
  - der Petite Beune und
  - der Beune d’Allas, auch Petite Beune genannt, und
- dem Moulinet.[2]

## Gemeindepartnerschaft
Les Eyzies unterhält über die Commune déléguée Les Eyzies-de-Tayac-Sireuil seit 1994 eine Partnerschaft mit Puente Viesgo in der Autonomen Gemeinschaft Kantabrien in Spanien.

## Sehenswürdigkeiten
Die Commune déléguée Les Eyzies-de-Tayac-Sireuil birgt einen reichen Schatz von Sehenswürdigkeiten, die als Monument historique eingeschrieben oder klassifiziert sind.
Les Eyzies-de-Tayac-Sireuil ist auch bekannt für ihre zahlreichen prähistorischen Stätten. Viele unter ihnen sind als UNESCO-Welterbe klassifiziert.
Daneben gibt es folgende Sehenswürdigkeiten in den Communes déléguées:
| Name                                     | Ort        | Bemerkungen                                             | Bild |
| ---------------------------------------- | ---------- | ------------------------------------------------------- | ---- |
| Pfarrkirche Saint-Pierre-ès-Liens        | Manaurie   | romanischer Bau aus dem 12. Jahrhundert                 |      |
| Herrenhaus Roucaudou                     | Manaurie   | 15. Jahrhundert, als Monument historique eingeschrieben |      |
| Schloss Cap del Roc                      | Manaurie   | 19. Jahrhundert                                         |      |
| Schloss Lortal                           | Manaurie   | 16. Jahrhundert                                         |      |
| Pfarrkirche Saint-Cirq-et-Sainte-Julitte | Saint-Cirq |                                                         |      |
| Schloss Saint-Cirq                       | Saint-Cirq | 15. Jahrhundert                                         |      |
| Herrenhaus Le Clauzel                    | Saint-Cirq | 17. Jahrhundert                                         |      |
| Herrenhaus Les Faures                    | Saint-Cirq | 18. Jahrhundert                                         |      |
| Roc de Saint-Cirq                        | Saint-Cirq | UNESCO-Welterbe                                         |      |
| Festung Pech-Saint-Sourd                 | Saint-Cirq | Höhlenfestung                                           |      |

## Wirtschaft und Infrastruktur

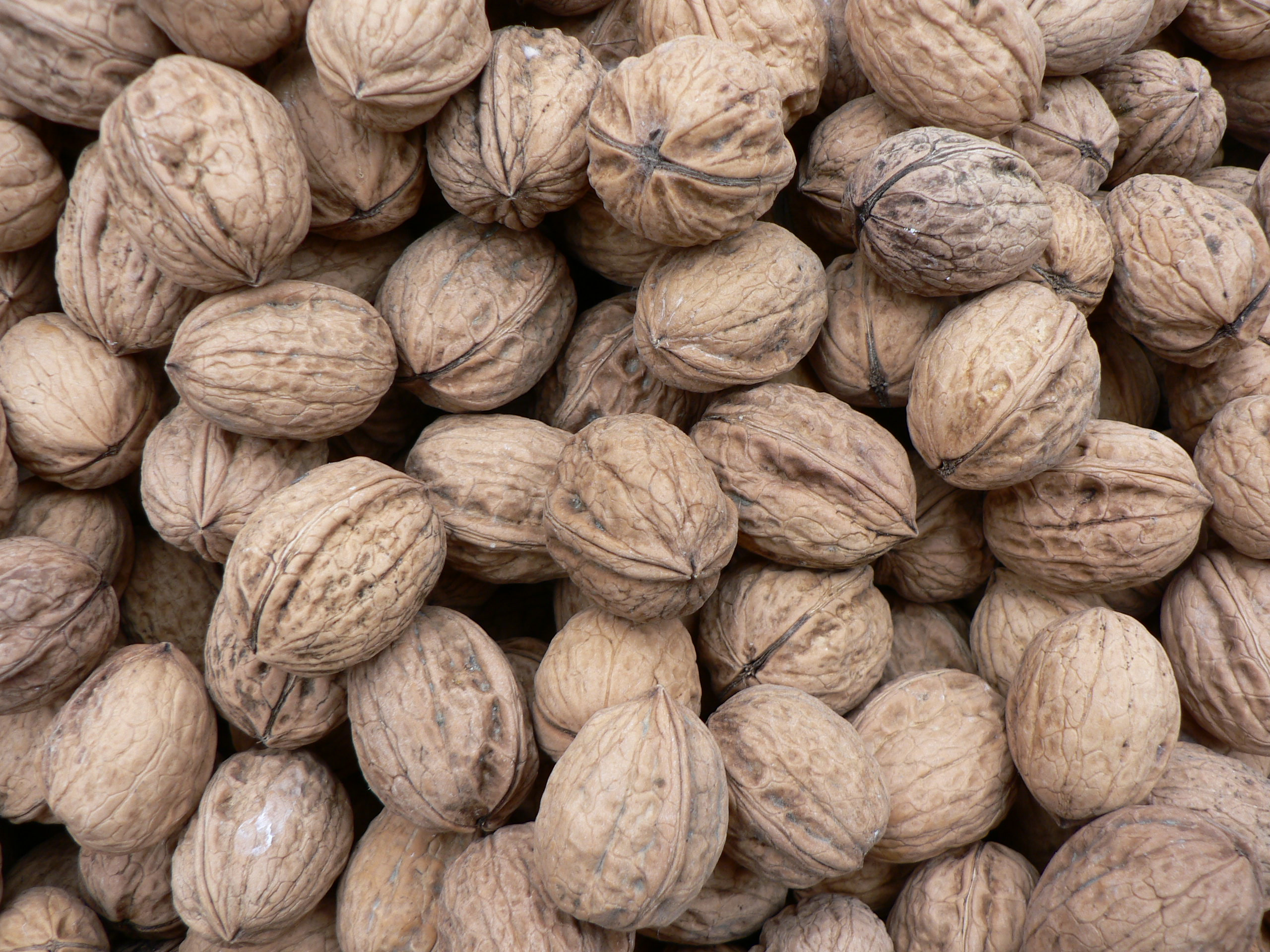
Walnüsse

Les Eyzies liegt in den Zonen AOC der Walnüsse des Périgord und des Nussöls des Périgord.

### Bildung
Die Gemeinde verfügt über die öffentliche Vor- und Grundschule Severin Blanc mit 87 Schülerinnen und Schülern im Schuljahr 2018/2019.

### Sport und Freizeit
Drei Fernwanderwege führen durch das Zentrum von Les Eyzies:
- Der Fernwanderweg GR 6 von Sainte-Foy-la-Grande (Département Gironde) nach Saint-Paul-sur-Ubaye (Département Alpes-de-Haute-Provence).[9]
- Der GR 36, ein Fernwanderweg von Ouistreham in der Normandie nach Bourg-Madame in den östlichen Pyrenäen.[10]
- Der GR 64 verbindet den Fernwanderweg GR 36 in Les Eyzies mit dem Fernwanderweg GR 6 in Rocamadour im benachbarten Département Lot.[11]

### Verkehr

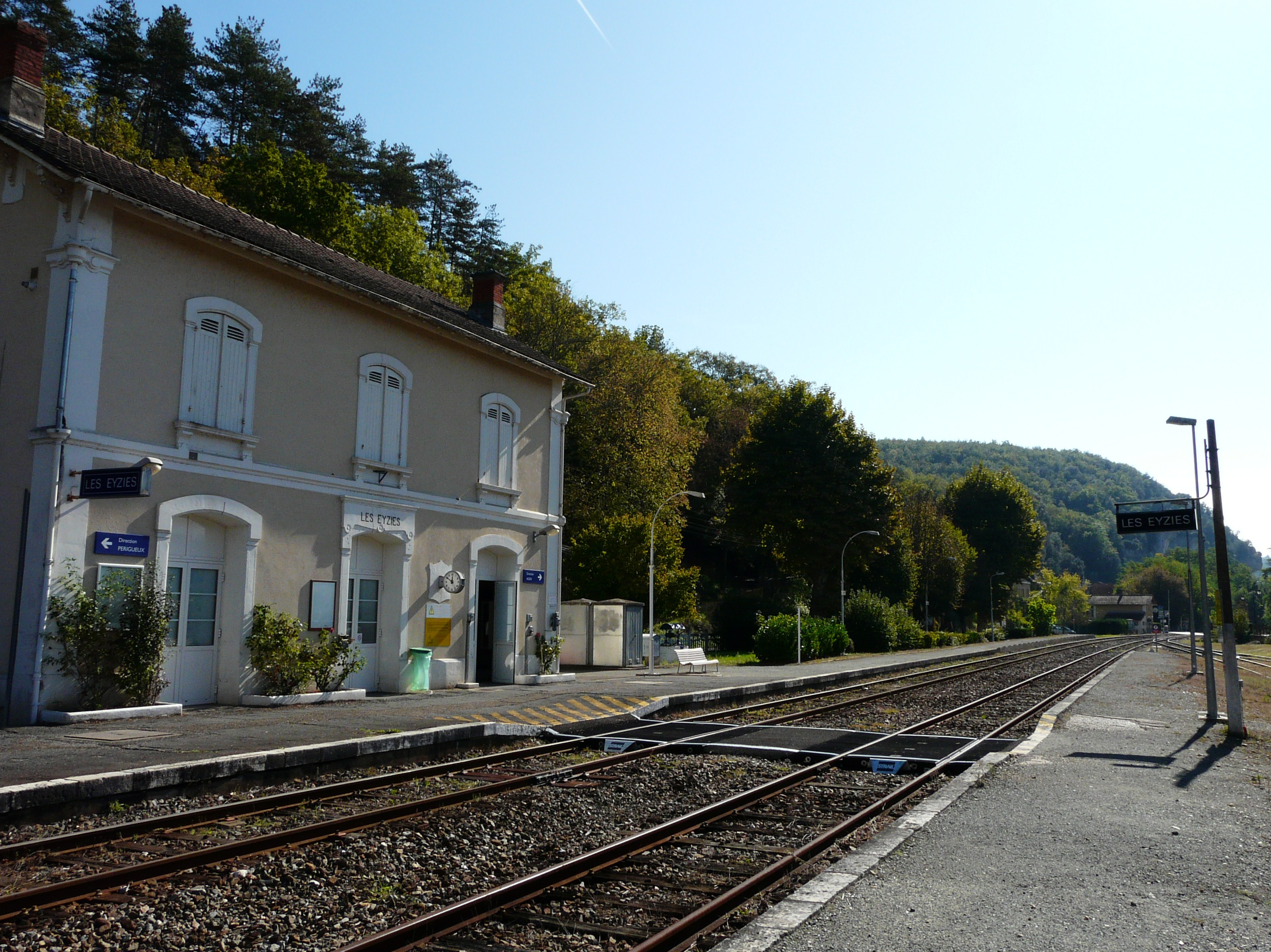
Haltepunkt der Regionalbahn

Die Gemeinde ist erreichbar über die Routes départementales 31, 32E5, 47, 48 und 706, die ehemalige Route nationale 706.
Les Eyzies besitzt einen Haltepunkt auf der Linie 34 des TER Nouvelle Aquitaine, einer Regionalbahn der staatlichen SNCF, die die Strecke von Périgueux nach Agen bedient.